# Traversodon stahleckeri
Traversodon stahleckeri és una espècie de cinodont de la família dels traversodòntids que visqué a Sud-amèrica durant el Triàsic mitjà. Se n'han trobat restes fòssils a l'estat brasiler de Rio Grande do Sul. Es tracta de l'única espècie del gènere Traversodon. Era un traversodòntid gros i de musell curt. L'apòfisi angular de l'os dental era robusta. Les dents postcanines eren nou o deu al maxil·lar superior i vuit al maxil·lar inferior. Tenia la barra postorbitària engruixida, tot i que no tant com la de Mandagomphodon hirschsoni.